# Sing Our Own Song
"Sing Our Own Song" is een nummer van de Britse reggaeband UB40. Het nummer verscheen op hun zevende studioalbum Rat in the Kitchen uit 1986. Op 30 juni dat jaar werd het nummer eerst in Europa uitgebracht als de eerste single van het album. In juli volgden Australië, Nieuw-Zeeland, Japan en Zimbabwe en in september de VS en Canada.

## Achtergrond
"Sing Our Own Song" is geschreven en geproduceerd door UB40. Het is een protestlied tegen de apartheid en werd om die reden destijds gecensureerd in Zuid-Afrika. In het nummer komt de regel "Amandla Awethu", wat "kracht" betekent in het Xhosa en Zoeloe en in die vorm werd gebruikt door het ANC. Op het nummer zijn Jaki Graham, Mo Birch en Ruby Turner als achtergrondzangeressen te horen. Volgens gitarist Robin Campbell is het zijn favoriete nummer dat hij voor de band heeft geschreven.
"Sing Our Own Song" werd een grote hit in een aantal landen. In thuisland het Verenigd Koninkrijk bereikte de plaat de 5e positie in de UK Singles Chart. In Ierland werd de 4e positie behaald, Australië de 76e, Nieuw-Zeeland de 7e, de VS de 22e, Canada de 70e en in de Eurochart Hot 100 de 17e   positie.
In Nederland was de plaat op zondag 6 juli 1986 de 131e Speciale Aanbieding bij de KRO op Radio 3 en werd een gigantische hit in de destijds twee landelijke hitlijsten op de nationale publieke popzender. De plaat bereikte de nummer-1 positie in zowel de Nederlandse Top 40 als de Nationale Hitparade. In de Europese hitlijst op Radio 3, de TROS Europarade, werd de 9e positie bereikt.
In België bereikte de plaat de 7e positie in de voorloper van de Vlaamse Ultratop 50 en de 12e positie in de Vlaamse Radio 2 Top 30. In Wallonië werd géén notering behaald.
In de sinds december 1999 jaarlijks uitgezonden NPO Radio 2 Top 2000 van de Nederlandse publieke radiozender NPO Radio 2 stond de plaat van 2000 t/m 2008, in 2010 en van 2013 t/m voorlopig voor het laatst in 2015 in de lijst genoteerd, met als hoogste notering een 834e positie in 2000.

## Hitnoteringen

### Nederlandse Top 40
| Hitnotering: 19-07-1986 t/m 25-10-1986 | Hitnotering: 19-07-1986 t/m 25-10-1986 | Hitnotering: 19-07-1986 t/m 25-10-1986 | Hitnotering: 19-07-1986 t/m 25-10-1986 | Hitnotering: 19-07-1986 t/m 25-10-1986 | Hitnotering: 19-07-1986 t/m 25-10-1986 | Hitnotering: 19-07-1986 t/m 25-10-1986 | Hitnotering: 19-07-1986 t/m 25-10-1986 | Hitnotering: 19-07-1986 t/m 25-10-1986 | Hitnotering: 19-07-1986 t/m 25-10-1986 | Hitnotering: 19-07-1986 t/m 25-10-1986 | Hitnotering: 19-07-1986 t/m 25-10-1986 | Hitnotering: 19-07-1986 t/m 25-10-1986 | Hitnotering: 19-07-1986 t/m 25-10-1986 | Hitnotering: 19-07-1986 t/m 25-10-1986 | Hitnotering: 19-07-1986 t/m 25-10-1986 | Hitnotering: 19-07-1986 t/m 25-10-1986 |
| Week                                   | 1                                      | 2                                      | 3                                      | 4                                      | 5                                      | 6                                      | 7                                      | 8                                      | 9                                      | 10                                     | 11                                     | 12                                     | 13                                     | 14                                     | 15                                     |                                        |
| -------------------------------------- | -------------------------------------- | -------------------------------------- | -------------------------------------- | -------------------------------------- | -------------------------------------- | -------------------------------------- | -------------------------------------- | -------------------------------------- | -------------------------------------- | -------------------------------------- | -------------------------------------- | -------------------------------------- | -------------------------------------- | -------------------------------------- | -------------------------------------- | -------------------------------------- |
| Positie                                | 35                                     | 14                                     | 11                                     | 5                                      | 3                                      | 1                                      | 1                                      | 1                                      | 1                                      | 3                                      | 5                                      | 11                                     | 20                                     | 25                                     | 33                                     | uit                                    |

### Nationale Hitparade
| Hitnotering: 19-07-1986 t/m 25-10-1986 | Hitnotering: 19-07-1986 t/m 25-10-1986 | Hitnotering: 19-07-1986 t/m 25-10-1986 | Hitnotering: 19-07-1986 t/m 25-10-1986 | Hitnotering: 19-07-1986 t/m 25-10-1986 | Hitnotering: 19-07-1986 t/m 25-10-1986 | Hitnotering: 19-07-1986 t/m 25-10-1986 | Hitnotering: 19-07-1986 t/m 25-10-1986 | Hitnotering: 19-07-1986 t/m 25-10-1986 | Hitnotering: 19-07-1986 t/m 25-10-1986 | Hitnotering: 19-07-1986 t/m 25-10-1986 | Hitnotering: 19-07-1986 t/m 25-10-1986 | Hitnotering: 19-07-1986 t/m 25-10-1986 | Hitnotering: 19-07-1986 t/m 25-10-1986 | Hitnotering: 19-07-1986 t/m 25-10-1986 | Hitnotering: 19-07-1986 t/m 25-10-1986 | Hitnotering: 19-07-1986 t/m 25-10-1986 |
| Week                                   | 1                                      | 2                                      | 3                                      | 4                                      | 5                                      | 6                                      | 7                                      | 8                                      | 9                                      | 10                                     | 11                                     | 12                                     | 13                                     | 14                                     | 15                                     |                                        |
| -------------------------------------- | -------------------------------------- | -------------------------------------- | -------------------------------------- | -------------------------------------- | -------------------------------------- | -------------------------------------- | -------------------------------------- | -------------------------------------- | -------------------------------------- | -------------------------------------- | -------------------------------------- | -------------------------------------- | -------------------------------------- | -------------------------------------- | -------------------------------------- | -------------------------------------- |
| Positie                                | 19                                     | 7                                      | 7                                      | 4                                      | 2                                      | 2                                      | 1                                      | 2                                      | 4                                      | 5                                      | 8                                      | 13                                     | 19                                     | 25                                     | 33                                     | uit                                    |

### TROS Europarade
Hitnotering: 26-07-1986 t/m 27-09-1986. Hoogste notering: #9 (2 weken).

### NPO Radio 2 Top 2000
| Nummer met noteringen in de NPO Radio 2 Top 2000 | '00 | '01  | '02  | '03  | '04  | '05  | '06  | '07  | '08  | '09 | '10  | '11-'12 | '13  | '14  | '15  |
| ------------------------------------------------ | --- | ---- | ---- | ---- | ---- | ---- | ---- | ---- | ---- | --- | ---- | ------- | ---- | ---- | ---- |
| Sing Our Own Song                                | 834 | 1162 | 1375 | 1442 | 1330 | 1654 | 1637 | 1917 | 1594 | -   | 1957 | -       | 1692 | 1571 | 1762 |

1. ↑  Een '-' betekent dat het nummer niet was genoteerd en een vetgedrukt getal geeft de hoogste notering aan.
2. ↑  2000 was het eerste jaar met een notering voor dit nummer.
3. ↑  Deze tabel is bijgewerkt tot en met de meest recente editie (2024).